# Tonis puri

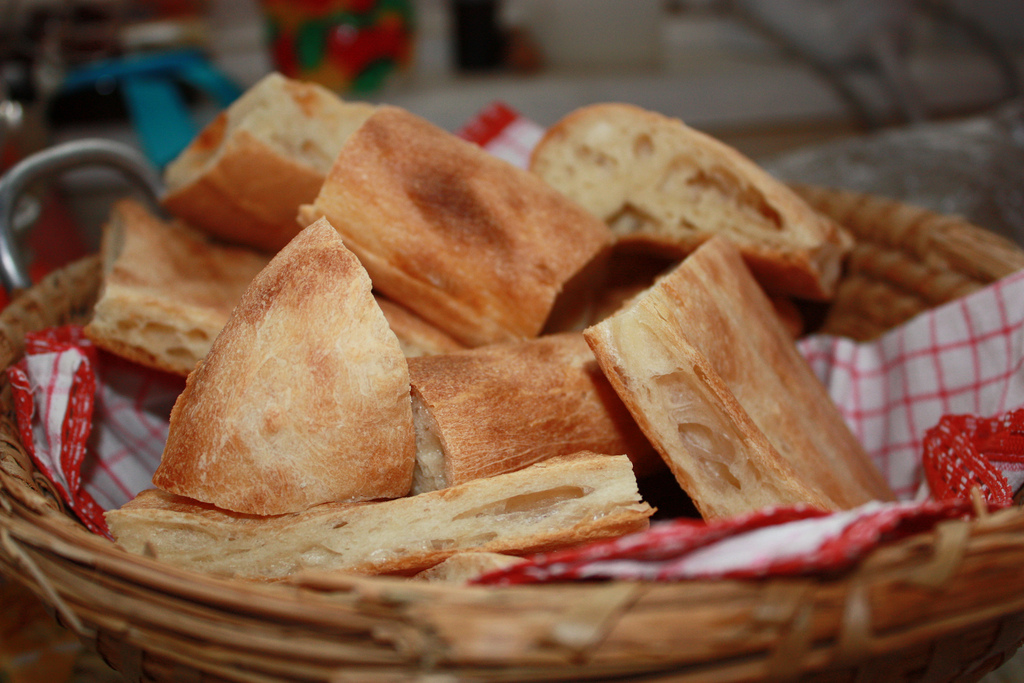
Trozos de tonis puri en un cesto.

El tonis puri (en georgiano თონის პური) es un tipo de pan de Georgia que se hace en un tipo concreto de panadería llamado tone. El tonis puri se sirve como cualquier otro pan, pero tiende a ser más popular en celebraciones especiales como Semana Santa, Navidad, Año Nuevo y cumpleaños y bodas.